# Eugenia fulva
Eugenia fulva är en myrtenväxtart som beskrevs av George Henry Kendrick Thwaites. Eugenia fulva ingår i släktet Eugenia och familjen myrtenväxter. IUCN kategoriserar arten globalt som akut hotad.
Artens utbredningsområde är Sri Lanka. Inga underarter finns listade i Catalogue of Life.